# 李相喆 (政治家)

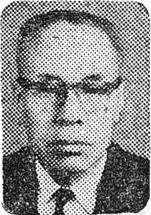
1961年以前

李 相喆（イ・サンチョル、朝鮮語: 이상철、1893年2月26日 - 1979年11月27日）は、大韓民国の政治家。
本貫は慶州李氏。号は石雲（ソグン、석운）。

## 経歴
1893年、忠清道青陽（現忠清南道青陽郡）出身。日本の明治大学法学部を卒業し、日本統治時代に東亜日報・朝鮮日報・毎日新報の社会部・政治部で記者として働いた。
解放後は政界に転じ、1950年の第2代総選挙で無所属候補として青陽郡選挙区から出馬し当選。1957年、民主党の中央委員会副委員長となり、1960年の第5代総選挙で青陽郡・洪城郡選挙区から出馬し当選。逓信部長官、内務部長官を歴任した。1963年の第6代総選挙では国民の党公認で青陽郡・洪城郡選挙区から出馬し当選。1965年から国会副議長を務める。1967年に引退。1969年から新民党顧問となる。
1979年11月27日、ソウル特別市西大門区の自宅で病没。